# Filklove

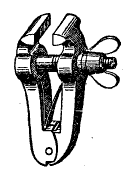
Filklove

Filklove är ett litet skruvstycke som hålles i handen och vars funktion är att hålla fast små föremål som ska bearbetas med fil. Den vanligaste formen av detta verktyg består av två backar som nedtill är vridbart förbundna. Backarnas käftar har fil-liknande ytor som ska hålla fast arbetsstycket. En skruv med ving-mutter sammanpressar backarna mot varandra, medan den mellanliggande fjädern åtskiljer dem när muttern lossas. Ibland förses filkloven med ett längre handtag nedtill, för att kunna hanteras lättare.